# Sajah
Sajah bint Al-Harith ibn Suayd (árabe: سجاح بنت الحارث بن سويد) de la tribu Banu Taghlib fue una árabe cristiana protegida primero por su tribu, pero al causar una ruptura dentro de la tribus árabes, finalmente fue defendida por los Banu Hanifa. Su padre, Al-Harith, pertenecía al clan Bani Yarbu de la tribu Banu Taghlib. Su madre pertenecía a la tribu Banu Taghlib. Sajah fue una de un grupo de personas (entre ellos su futuro esposo) en proclamarse profetas en la Arabia del siglo VII d. C., y también la única mujer proclamándose profetisa durante las Guerras Ridda o Guerras de Apostasía en el Período Islámico Temprano. 

## Historia
Durante las Guerras Ridda que surgieron tras la muerte de Mahoma, Sajah se declaró profetisa después de enterarse de que Musaylimah y Tulayha se habían declarado profetas. Antes de declararse profetisa, Sajah ya tenía reputación de adivina. Entonces, 4.000 personas se reunieron alrededor de ella para ir contra Medina, y más se le unieron en camino. Sin embargo, su planeado ataque a Medina fue cancelado tras conocer que el ejército de Jálid ibn al-Walid había derrotado a Tulayha al-Asadi (otro autoproclamado profeta). Entonces, buscó la cooperación con Musaylimah para oponerse a la amenaza de Jálid. Llegó a un entendimiento con Musaylimah, y pronto se casó con él y aceptó su proclamación de profecía. Jálid aplastó los elementos rebeldes que quedaban reunidos en torno a Sajah, y después atacó a los seguidores de Musaylimah. Después de la Batalla de Yamama en la que fue muerto Musaylimah, Sajah se convirtió al Islam.